# Туихоа

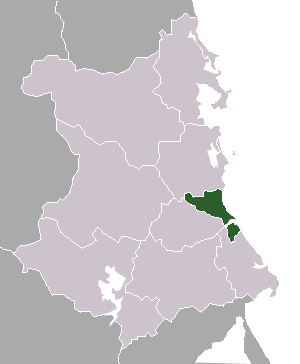
Город Туихоа (выделен зелёным) на схеме административного деления провинции Фуйен

Туихоа́ (вьет. Tuy Hòa) — город в центральной части Вьетнама, столица провинции Фуйен.
Туихоа находится в 1159 км от Ханоя и в 560 км от Хошимина. Город стоит на месте впадения реки Даранг (Ба), одной из крупнейших рек центрального Вьетнама, в Южно-Китайское море.

## История
29 октября 1977 года, после победы в войне с США, провинции Кханьхоа и Фуйен объединили в одну и назвали Фукхань (Phú Khánh) со столицей в Нячанге. 30 июня 1989 г. Фукхань вновь разделили на две прежние части, Кханьхоа и Фуйен, и Туихоа опять стал административным центром провинции.
8 мая 2002 года Туихоа получил статус города 3-й категории. До 2005 года муниципалитет Туихоа на юге граничил с одноимённым уездом Туихоа. В 2005 г. указом премьер-министра границы Туихоа-города расширились: он объединился с соседним городком Фулам и аэропортом, которые принадлежали ранее уезду Туихоа. Изменения коснулись и оставшейся части уезда Туихоа, её поделили на две: восточную, уезд Тэйхоа (Tây Hòa), и западную, уезд Донгхоа (Đông Hòa).
Население города в 2008 году выросло до 262 287 человек, территория города после объединения с Фукамом стала составлять 107 км².

## Административное деление
Включает 12 городских кварталов и 4 сельские общины:
- девять кварталов под порядковыми номерами от 1 до 9,
- квартал Футхань (Phú Thạnh),
- квартал Фудонг (Phú Đông),
- квартал Фулам (Phú Lâm),
- община Биньнгок (Bình Ngọc),
- община Бинькьен (Bình Kiến),
- община Хоакьен (Hoà Kiến),
- община Анфу (An Phú).

## Экономика
Основа экономики традиционна для центрального Вьетнама: производство риса и рыбоводство. В современный период идут преобразования в сфере экономики: сельское хозяйства заменяется промышленностью и туризмом. В промышленности поощряются инновации, строится специальный промышленный парк, который в 2005 году привлёк 25 инвестиционных проектов общей стоимостью 2,26 миллиарда долларов.
Рост индустрии туризма в 2000—2005 гг. составлял 15 % ежегодно.
Модернизация коснулась также сферы сельского хозяйства и рыбной отрасли. Туихоа занимает одно из первых мест в стране по добыче и обработке тунца. В период 2000—2005, общий вылов морепродуктов составляет в среднем 4000 тонн в год, из которых доля тунца достигает 2000—2500 тонн в год. Годовой объем производства креветок — свыше 300 млн тонн.

## Коммуникации
Аэропорт Донгтак (Đông Tác) находится в 10 км от центра Туихоа. Через город проходит Национальная автодорога 1A и железная дорога.

## Достопримечательности
Главная историческая достопримечательность города, которая является также и его символом, — это тямская башня Нян на вершине горы. Природные достопримечательности — это горный ландшафт и пляжи. Наивысшая точка находится в западной части муниципалитета — это гора Ла высотой 500 м.

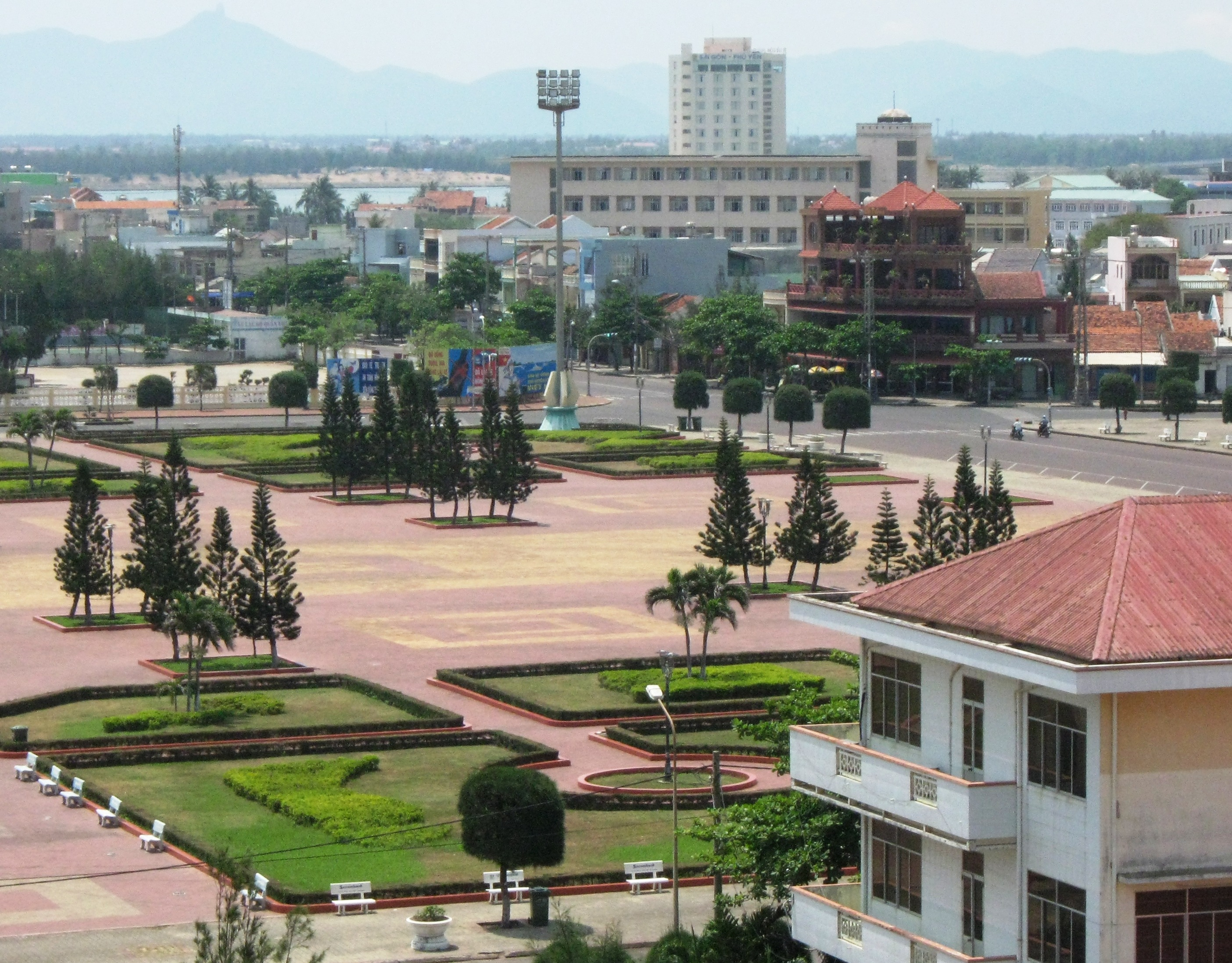
Центральная площадь Туихоа
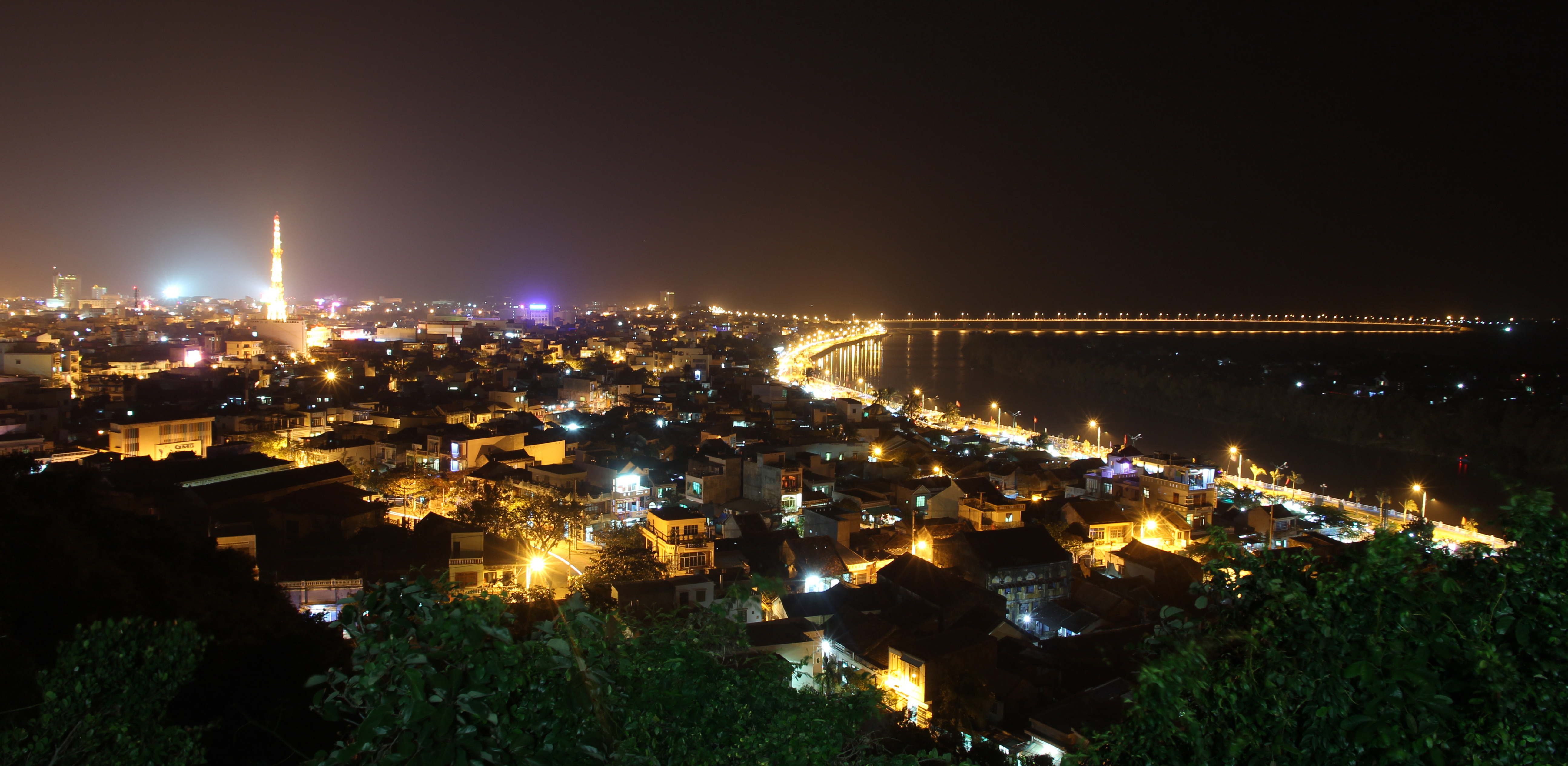
Ночной Туихоа
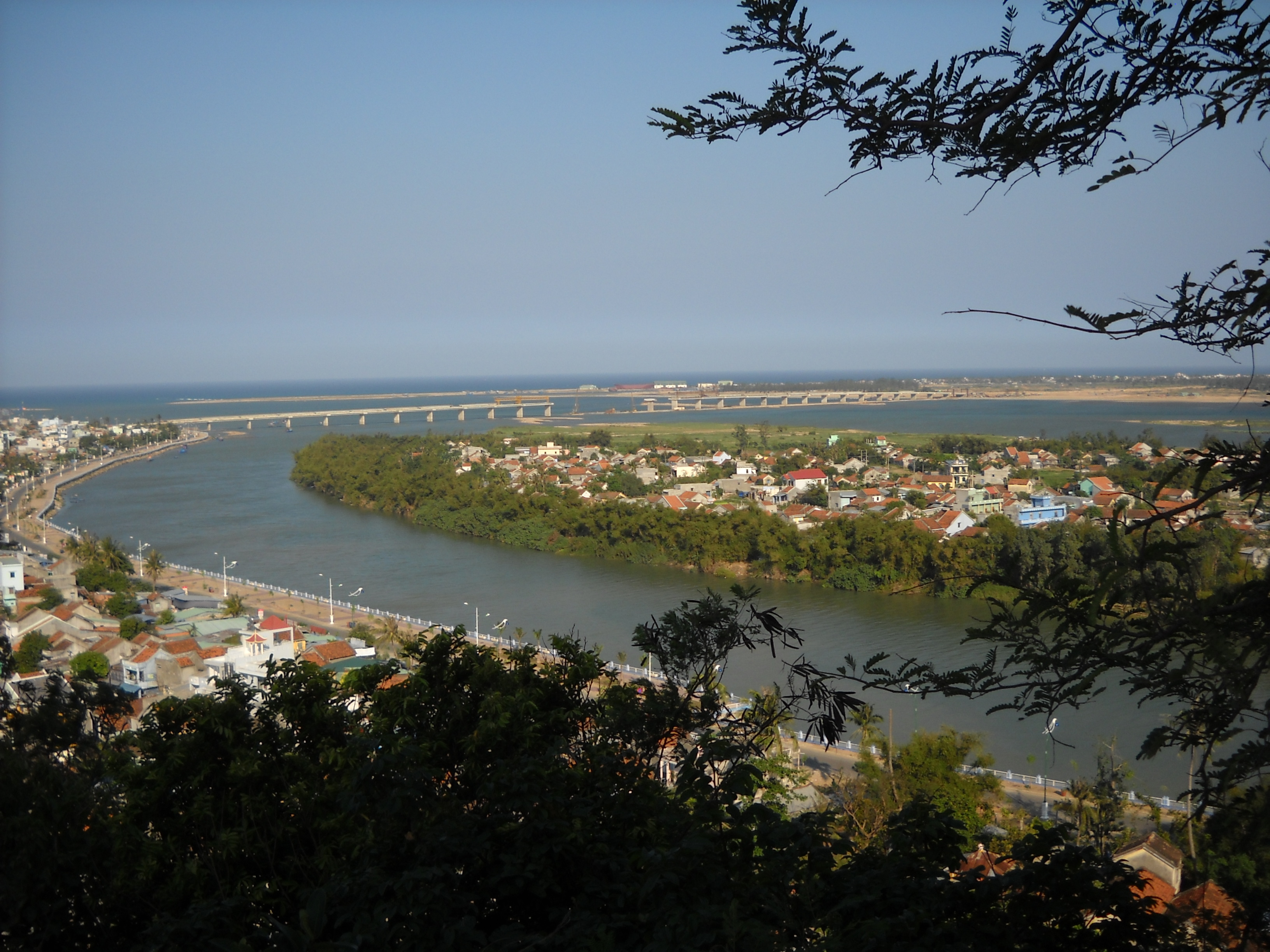
Река Даранг в районе Туихоа. Вид с горы от башни Тхапнян. Справа — квартал Фулам
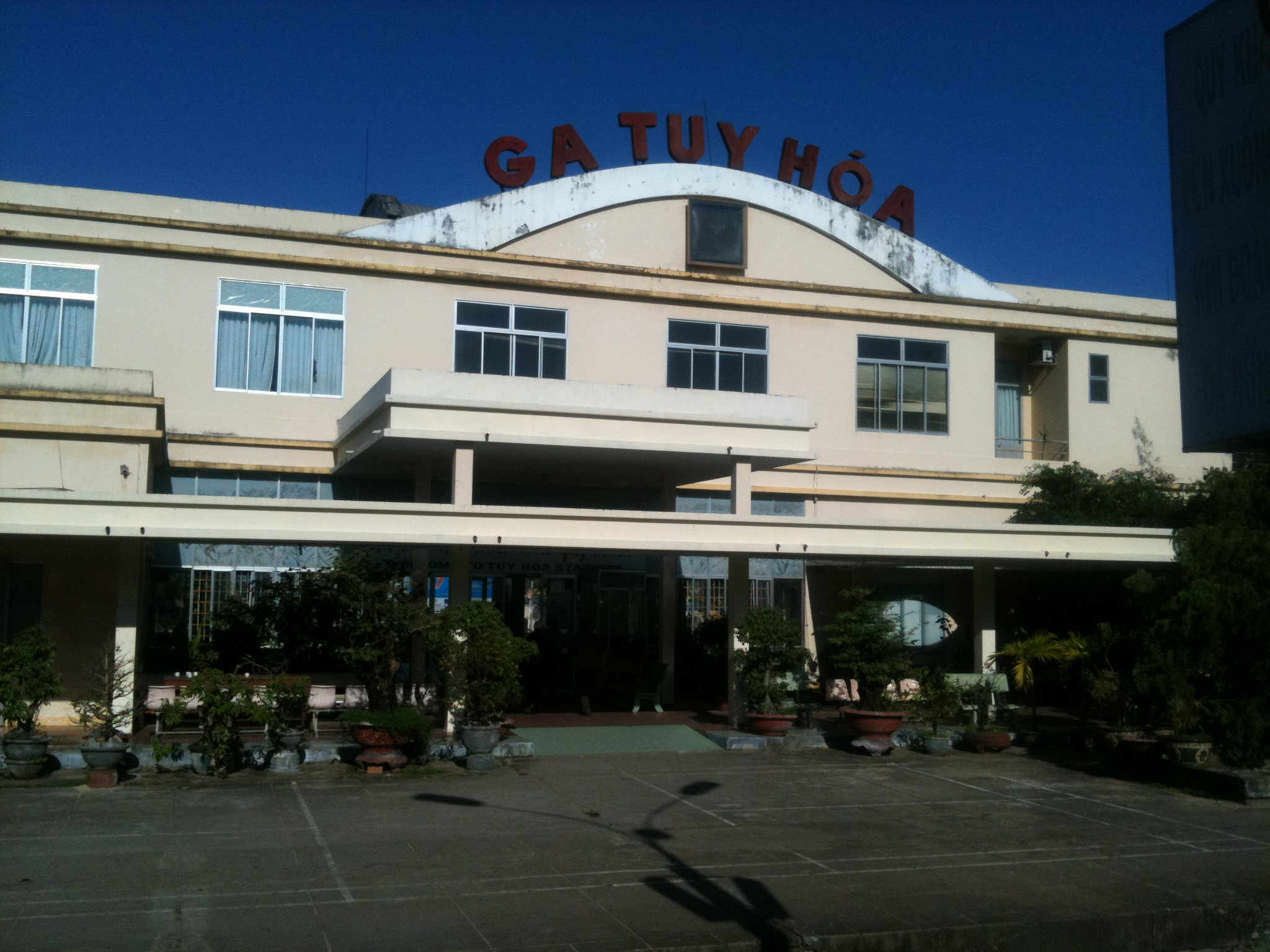
Вокзал Туихоа
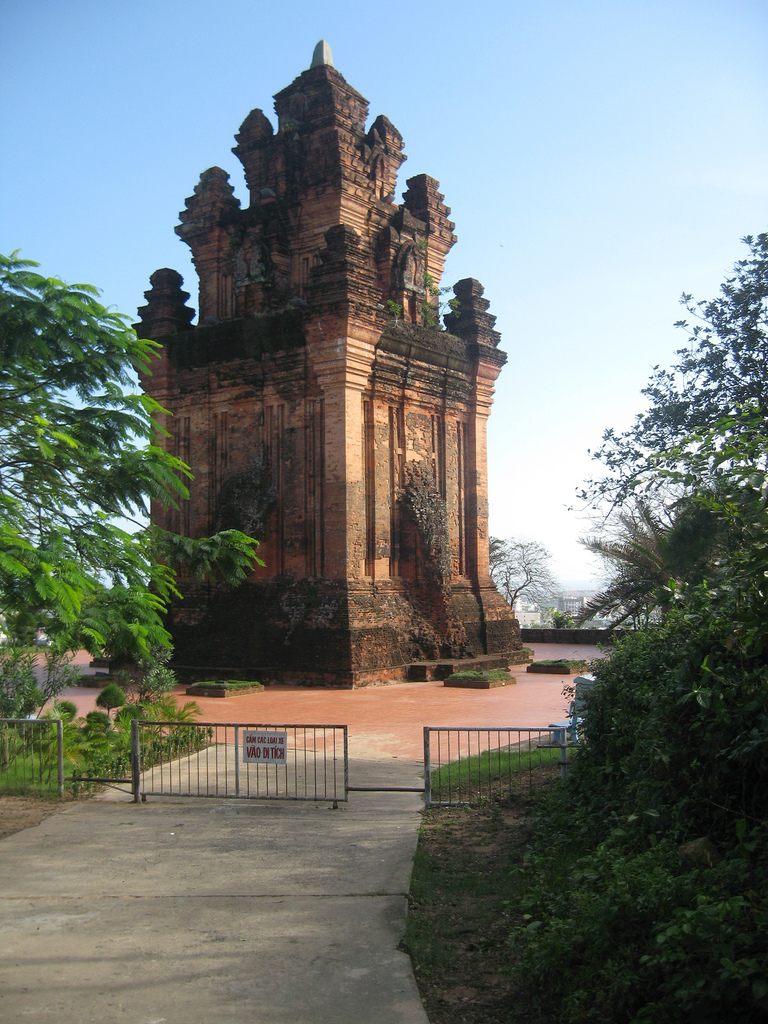
Тямская башня Нян — символ города

## Климат
| Показатель                                                      | Янв. | Фев. | Март | Апр. | Май  | Июнь | Июль | Авг. | Сен. | Окт. | Нояб. | Дек. | Год   |
| --------------------------------------------------------------- | ---- | ---- | ---- | ---- | ---- | ---- | ---- | ---- | ---- | ---- | ----- | ---- | ----- |
| Абсолютный максимум, °C                                         | 33,7 | 36,5 | 36,3 | 39,2 | 40,5 | 39,4 | 38,3 | 38,4 | 38,4 | 36,0 | 34,5  | 33,1 | 40,5  |
| Средний суточный максимум, °C                                   | 26,5 | 27,7 | 29,8 | 31,9 | 33,9 | 34,1 | 34,2 | 33,9 | 32,3 | 29,6 | 27,8  | 26,4 | 30,7  |
| Средняя температура, °C                                         | 23,1 | 23,8 | 25,3 | 27,2 | 28,8 | 29,3 | 29,0 | 28,7 | 27,7 | 26,3 | 25,2  | 23,8 | 26,5  |
| Средний суточный минимум, °C                                    | 21,1 | 21,3 | 22,5 | 24,0 | 25,4 | 25,9 | 25,6 | 25,5 | 24,7 | 24,0 | 23,3  | 21,8 | 23,8  |
| Абсолютный минимум, °C                                          | 15,2 | 16,1 | 16,4 | 18,8 | 21,4 | 21,9 | 21,7 | 22,0 | 20,9 | 19,1 | 17,7  | 15,2 | 15,2  |
| Среднее число солнечных часов в месяц                           | 159  | 192  | 258  | 269  | 275  | 237  | 241  | 228  | 201  | 165  | 122   | 121  | 2467  |
| Среднее число дней с осадками                                   | 11,5 | 5,3  | 3,8  | 4,1  | 8,5  | 7,6  | 6,6  | 9,0  | 16,0 | 20,2 | 20,4  | 17,5 | 130,6 |
| Норма осадков, мм                                               | 57   | 20   | 25   | 34   | 77   | 56   | 45   | 52   | 234  | 579  | 454   | 194  | 1826  |
| Средняя влажность, %                                            | 84,1 | 84,5 | 83,7 | 82,3 | 78,8 | 74,9 | 74,4 | 75,7 | 81,0 | 86,0 | 86,2  | 84,8 | 81,4  |
| Источник: Vietnam Institute for Building Science and Technology |      |      |      |      |      |      |      |      |      |      |       |      |       |